# Réserves de pétrole aux États-Unis
 (signalé en août 2025).
Si vous disposez d'ouvrages ou d'articles de référence ou si vous connaissez des sites web de qualité traitant du thème abordé ici, merci de compléter l'article en donnant les références utiles à sa vérifiabilité et en les liant à la section « Notes et références ».
- Archive Wikiwix
- Bing
- Cairn
- DuckDuckGo
- E. Universalis
- Gallica
- Google
- G. Books
- G. News
- G. Scholar
- Persée
- Qwant
- (zh) Baidu
- (ru) Yandex
- (wd) trouver des œuvres sur Wikidata

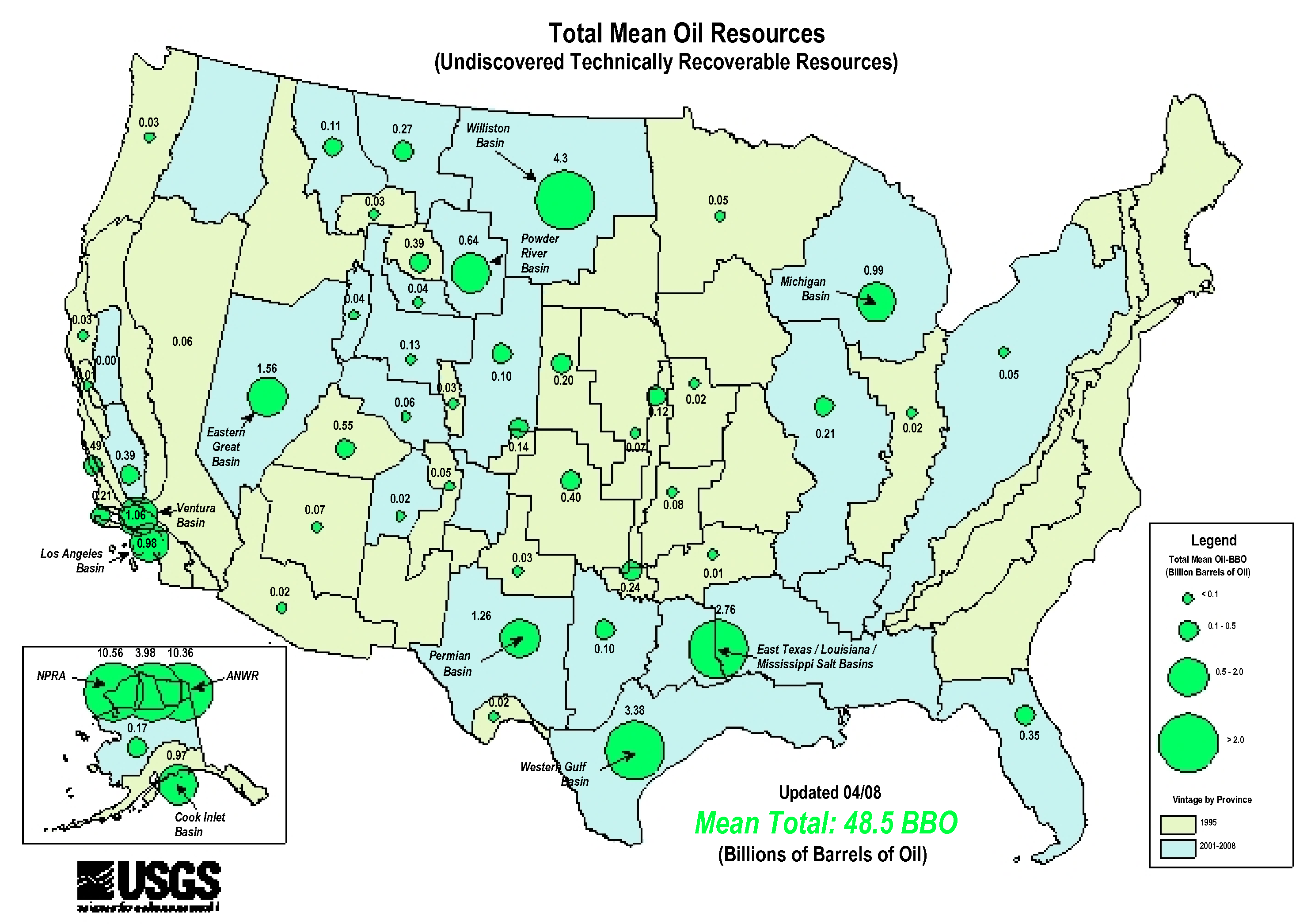
Réserves potentielles de pétrole aux Etats-Unis

Les réserves de pétrole aux États-Unis représentent en 2018, hors réserves stratégiques, 43,8 milliards de barils.

## Répartition des réserves prouvées de pétrole sur le territoire américain
En 2014, le Texas possède la plus grande part des grandes réserves de pétrole et de gaz naturel aux États-Unis. Le Texas, la Louisiane, la Californie et le Dakota du Nord possèdent alors entre 2001 et 14 058 millions de barils cette année-là et le niveau total de réserves prouvées de pétrole à la fin de l'année 2014 s'élève à 39,9 milliards de barils.

## Part des hydrocarbures non conventionnels
De manière simplifiée, on classe le pétrole et le gaz naturel (de schiste) dans les hydrocarbures non conventionnels. D'après l'EIA (2014), la répartition des réserves américaines en gaz naturel se concentre dans le Wyoming, Colorado, Nouveau Mexique, Texas, Oklahoma, Louisiane, Virginie occidentale et Pennsylvanie, avec des réserves estimées entre 15 001 et 105 955 milliards de pieds cubes.